# Museu de Arte Tibetana Contemporânea
O Museu de Arte Tibetana Contemporânea é um museu localizado no Resenpark, em Emmen, no nordeste dos Países Baixos, junto da Alemanha. Apresenta exposições permanentes e temporárias de arte Tibetana.

## Museu
O Museu de Arte Tibetana Contemporânea foi criado com a missão de sensibilizar e educar visitantes locais e internacionais acerca de arte Tibetana contemporânea  e está aberto em Emmen, nos Países Baixos desde junho de 2017. O museu tem uma coleção de peças de artistas Tibetanos e artistas inspirados pelo Tibete , mas consiste principalmente de trabalhos criados e doados pelo artista e fundador do museu, Tashi Norbu. Hoje em dia, o museu recebe vários retiros, workshops, palestras, atuações e outros eventos ao longo do ano que se focam fortemente em preservar e ensinar o público acerca da cultura e arte Tibetana. O museu é dirigido pelo conselho fundador com a ajuda de mais de 40 voluntários.

## O fundador do museu, Tashi Norbu
Tashi Norbu nasceu no Butão. Foi educado acerca de pintura Thangka em Dharamshala, na Índia, onde era pintor na residência de S.S. o Dalai Lama. Em 2000, foi para a Bélgica e, em 2007, mudou-se para os Países Baixos. Durante os seus estudos seguintes, tirou cursos de arte na Universidade de Sint-Lucas (Gante). Ele é também escultor. As suas esculturas, feitas de materiais residuais, chamadas "Urban Buddha" estão situadas em Chicago (4.5m de altura), Biar (Índia) (5x6m), Encinitas (Califórnia) (3.9m) e elas enviam mensagens de sensibilização ambiental por todo o mundo. Ele é o fundador da fundação Tibet House Holland. A sua arte já foi exibida no Queens Museum em Nova Iorque, no Bridgeport Art Center em Chicago e em galerias e museus por todo o mundo, para além de coleções privadas. O nome Tibetano de Tashi Norbu foi-lhe atribuído por Namkhai Nyingpo Rinpoche, que pertencia aos sagrados e lendários "Sky Dancers of Tibet".
Inspirado por Rinpoche por toda a sua vida, Tashi Norbu pintou os Sky Dancers, os Flying Monks e as Nuns e eles são conhecidos como os famosos "Time Travelers." Ele foi ordenado como um Pintor Thangka pela anterior reencarnação de Bokar Rinpoche. Como o filho mais velho da família, ele teve de acompanhar os seus dois irmãos mais novos para a vida monástica em mosteiros Tibetanos da Índia. A vida de Norbu, dos 4 aos 18 anos, foi passada numa escola Tibetana na Índia e no Butão, onde ele foi ordenado como praticante Budista, aprendendo intensivamente a filosofia e doutrina de Buddha, para além dos seus estudos generalistas. Dos 19 aos 21 anos de idade, estou em ambientes monásticos, como é o caso de Sherabling, a residência do 11º Tai Situ Rinpoche, fundados do 17º Karmapa, que era reconhecido pelo Dalai Lama. Norby dialogou com Tai Situ Rinpoche acerca de arte, porque Rinpoche era também pintor, mas ele tinha lançado um livro acerca da sua arte contemporânea.
Até aos 25 anos, Norbu seguiu as dialéticas budistas em Dharamsala. Ele pintava também juntamente com outros Pintores Thangka Tibetanos no Mosteiro Tai Situ Rinpoche, dedicado até agora à arte de pintar Buddhas e Bodhisattvas. No mosteiro, durante os seus dois anos de estadia, ele teve vastas oportunidade de experienciar e partilhar a vida monástica com monges, ensinando-lhes inglês ao mesmo tempo. A vida monástica de Norbu acabou aos 25 anos de idade quando ele foi para o Oeste, onde se tornou um artista contemporâneo Tibetano. Apesar de ele combinar o tradicional com o moderno, as suas pinturas ainda ensinam esclarecimento e o caminho para uma vida budista. São repletas de contos mágicos e imageria colorida, apresentando conhecimento de valor acerca da qualidade de vida do Budismo Tibetano.
Tashi Norbu foi ordenado como monge por S.E. Tulku Yeshi Rinpoche e foi-lhe atribuído o nome Karma Choeying Tashi. Além disso, os seus votos Bodhichitta foram dados por Tulku Yeshi Rinpoche. Ele dedicou-se à vida de monge (Sangha), estando envolvido no Budismo, mas, no entano, transmitindo ao mundo as suas atividades artísticas, fazendo atuações ao vivo de pintura, festivais Mandala, recitações do Mantra Tibetano, workshops de como se fazer um Buddha para o propósito de arte como meio de comunicação para os reinos superiores. Ele marcou, ao mesmo tempo, a arte Tibetana étnico-cultural e confirmou os tropos do Budismo Tibetano no Oeste, onde a prática de Budismo é parte da herança cultural do Tibete. Ele fala acerca das suas representações para o mundo e explica as suas peças de arte em associação às teorias e ensinamentos de Buddha.
Norbu também foi ordenado por uma monja do Budismo Tibetano que está num mosteiro de Dharamsala (que pretende ficar anónima) e que o aconselha e apoia. Ele pediu especificamente para ser ordenado por uma monja, porque, na sua vida, ele tinha sido fortemente apoiado por mulheres, na forma de mães, irmãs, ou entes mais queridos. Além do mais, ele é apoiante da igualdade de direitos das mulheres no Tibete e no mundo monástico.

## Rensenpark
O museu está localizado no antigo jardim zoológico do Rensenpark, em Emmen, Drenthe, nos Países Baixos. O município de Emmen, que alberga o museu, criou um eixo central de indústria criativa no Rensenpark, tendo não só lugar lá o Museu de Arte Tibetana Contemporânea, mas também várias galerias de arte e outros locais artísticos e não artísticos.

## Galeria

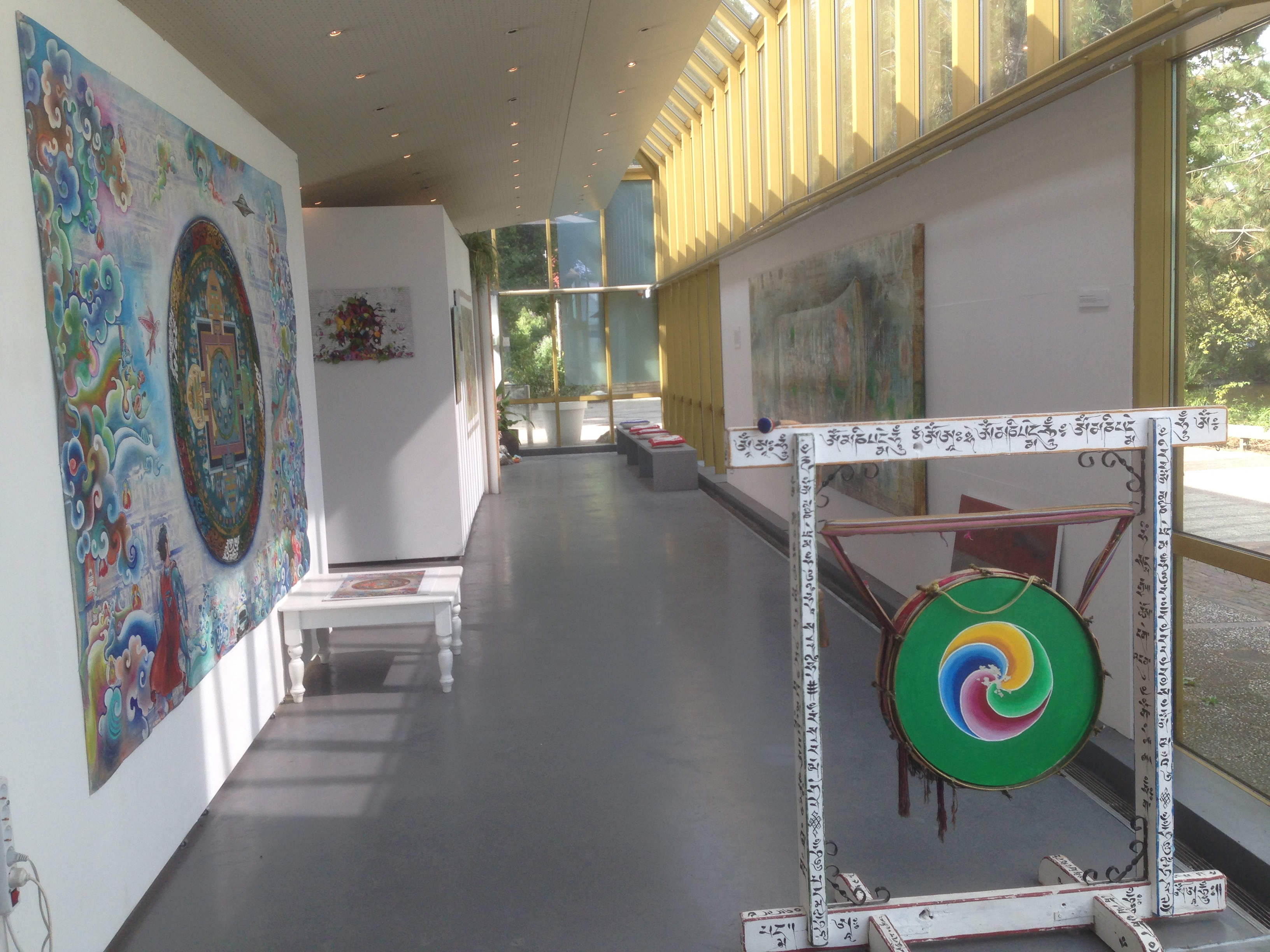
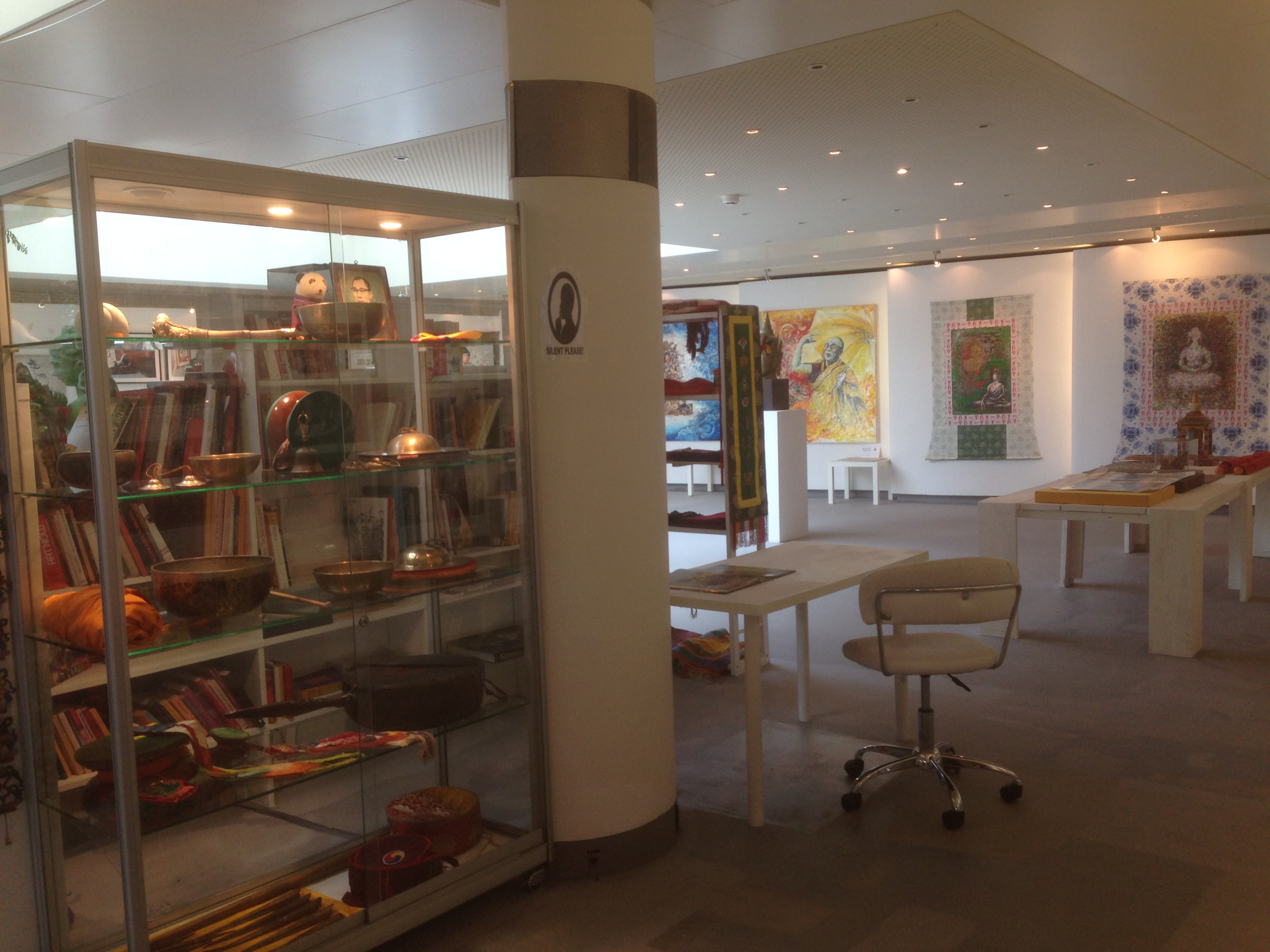
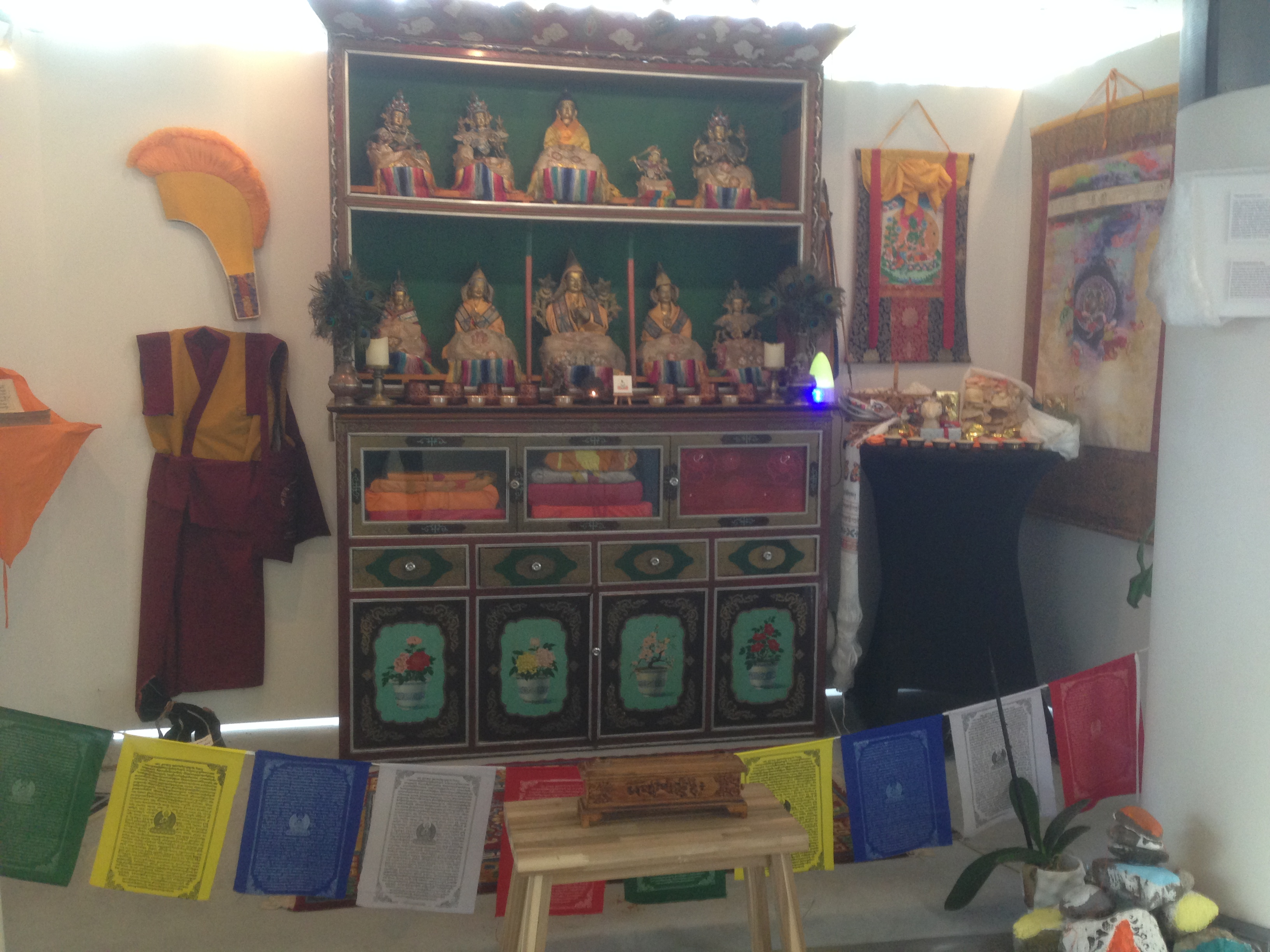
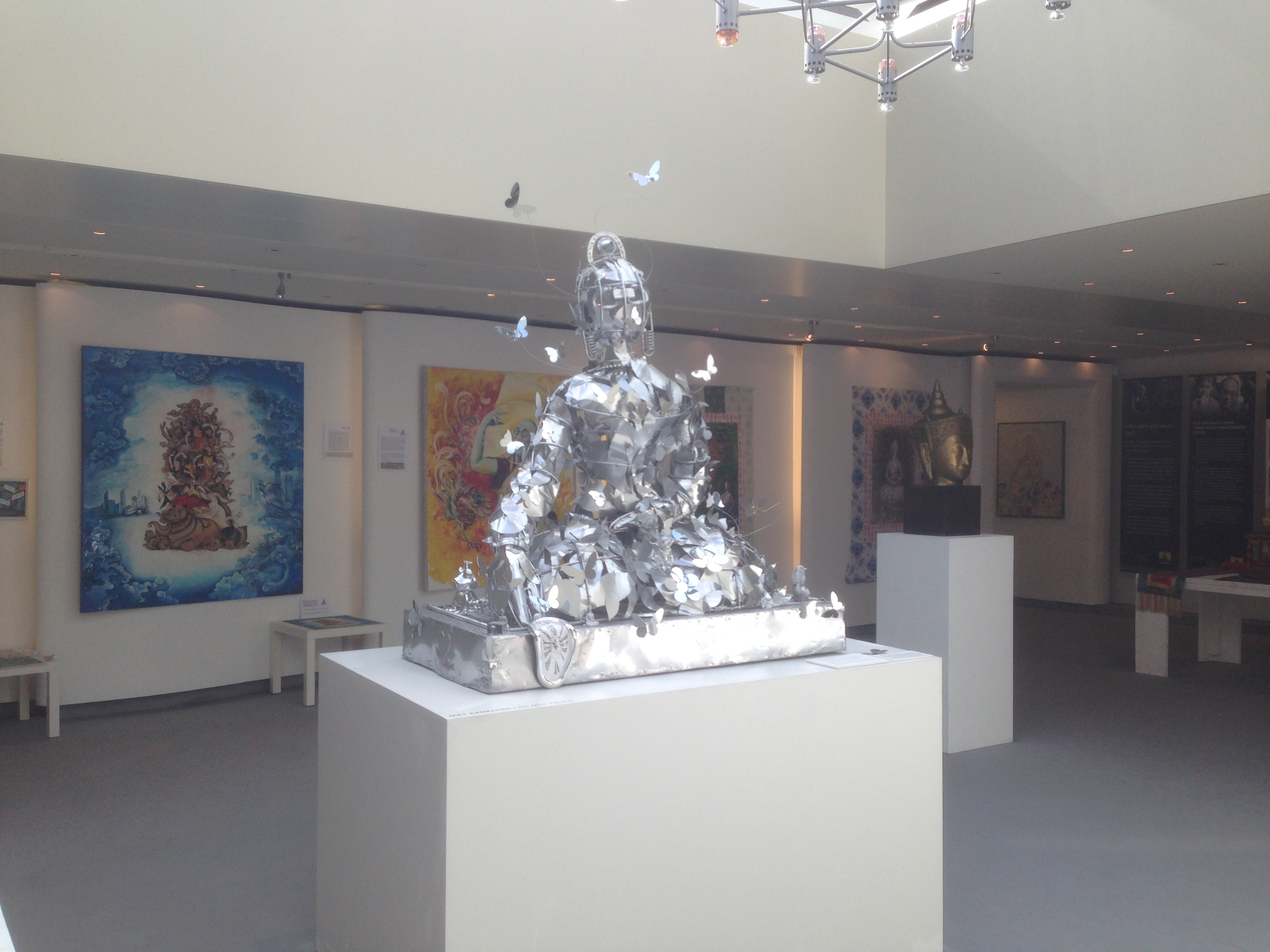
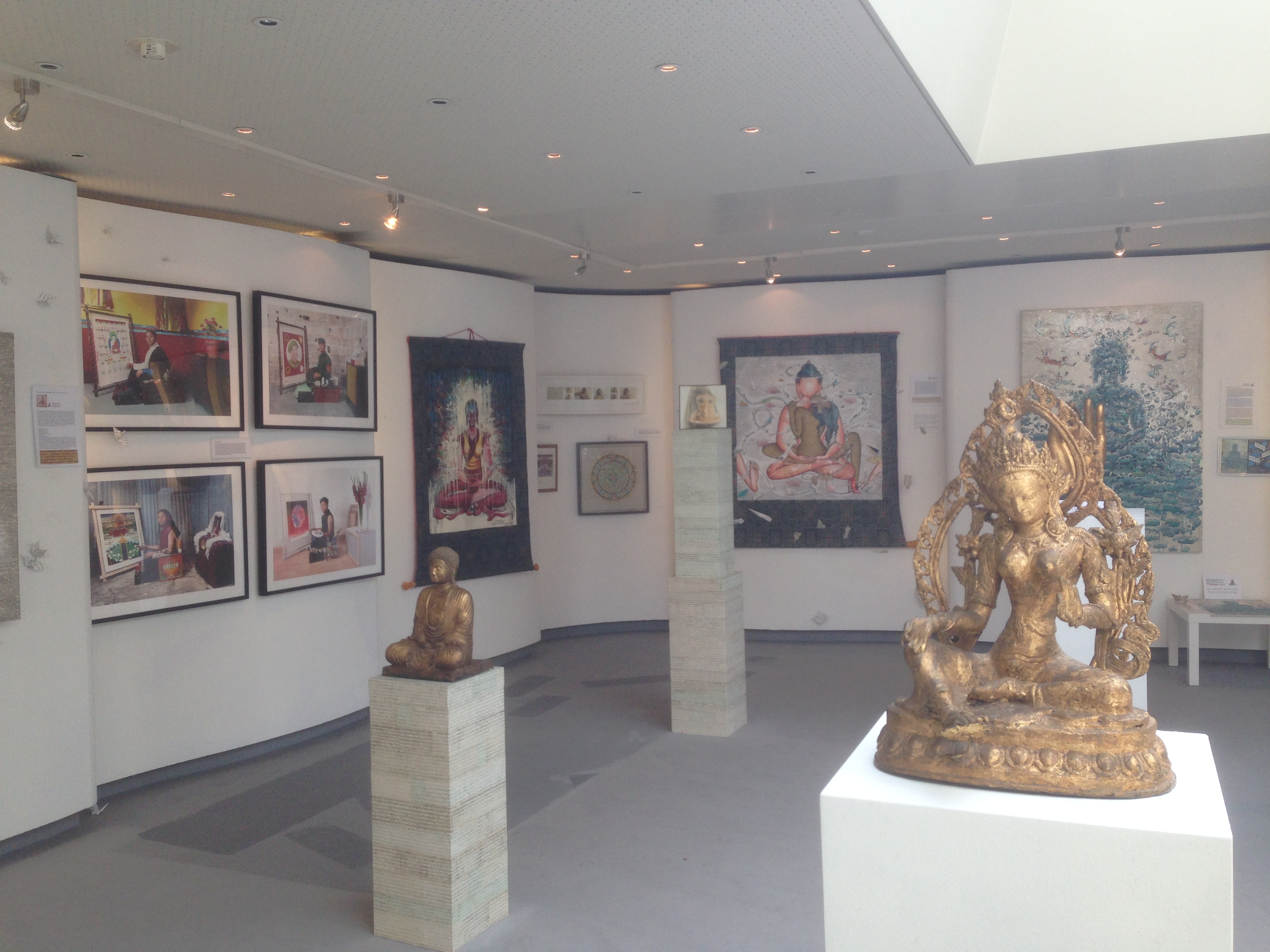
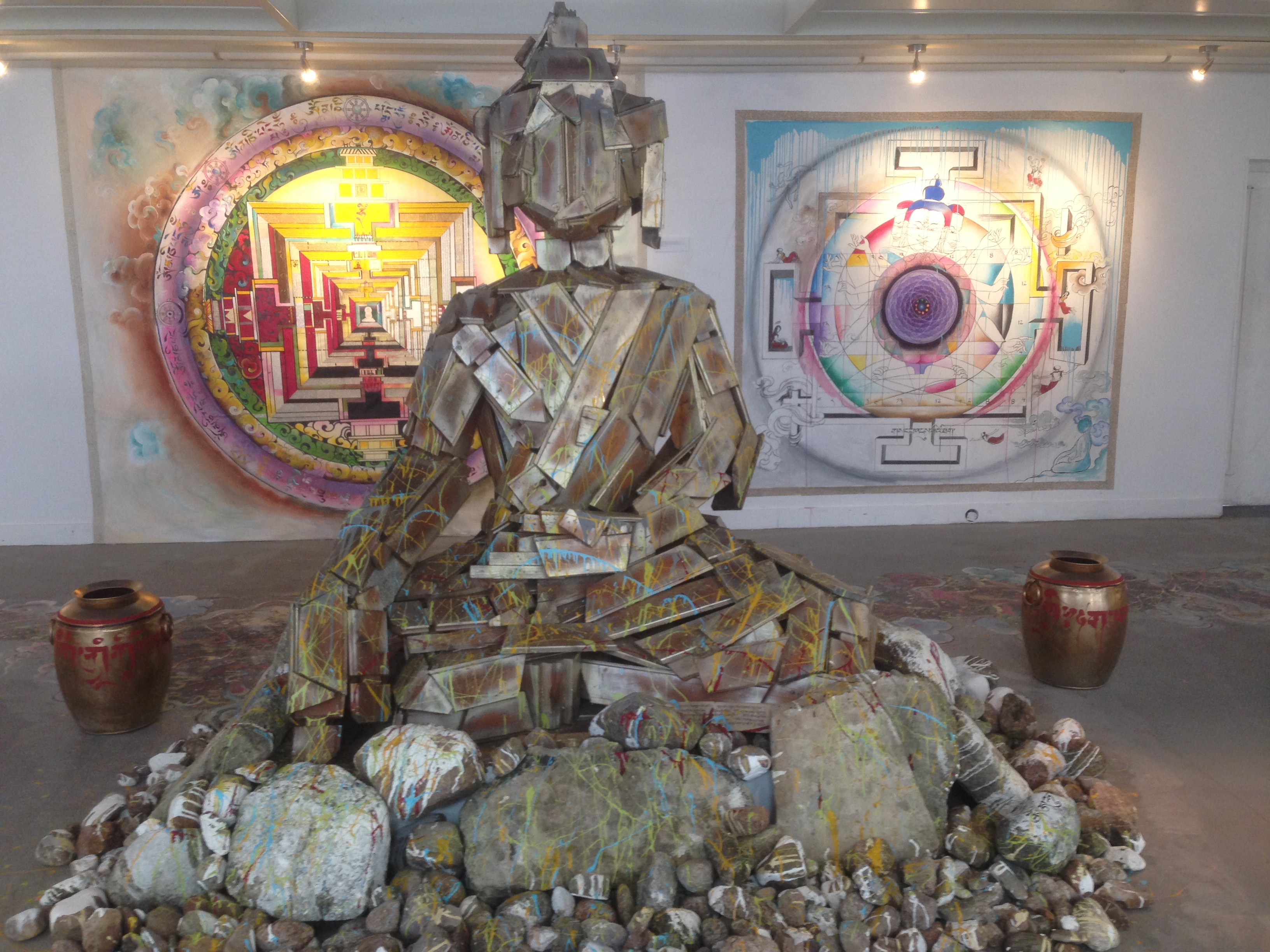
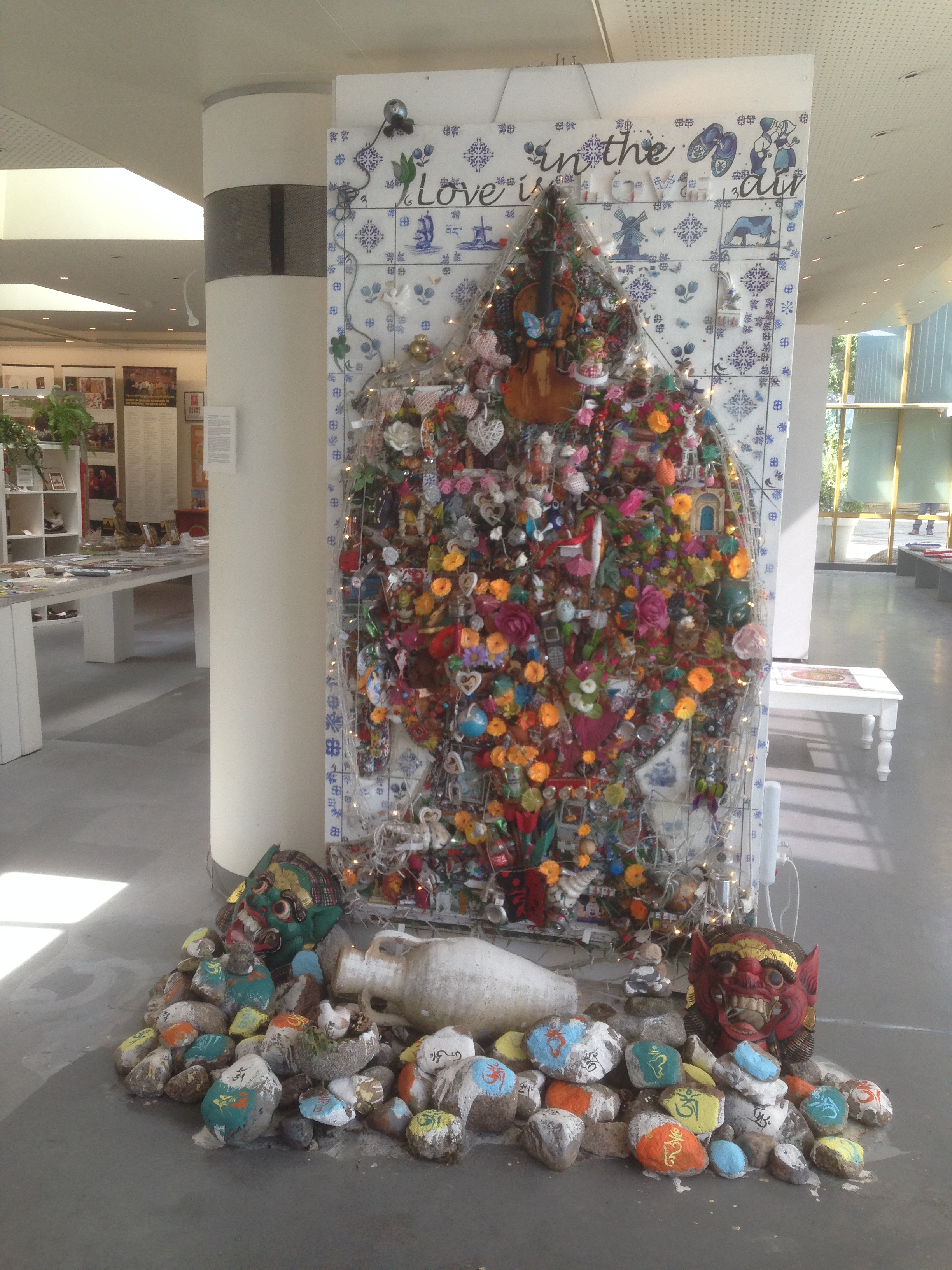
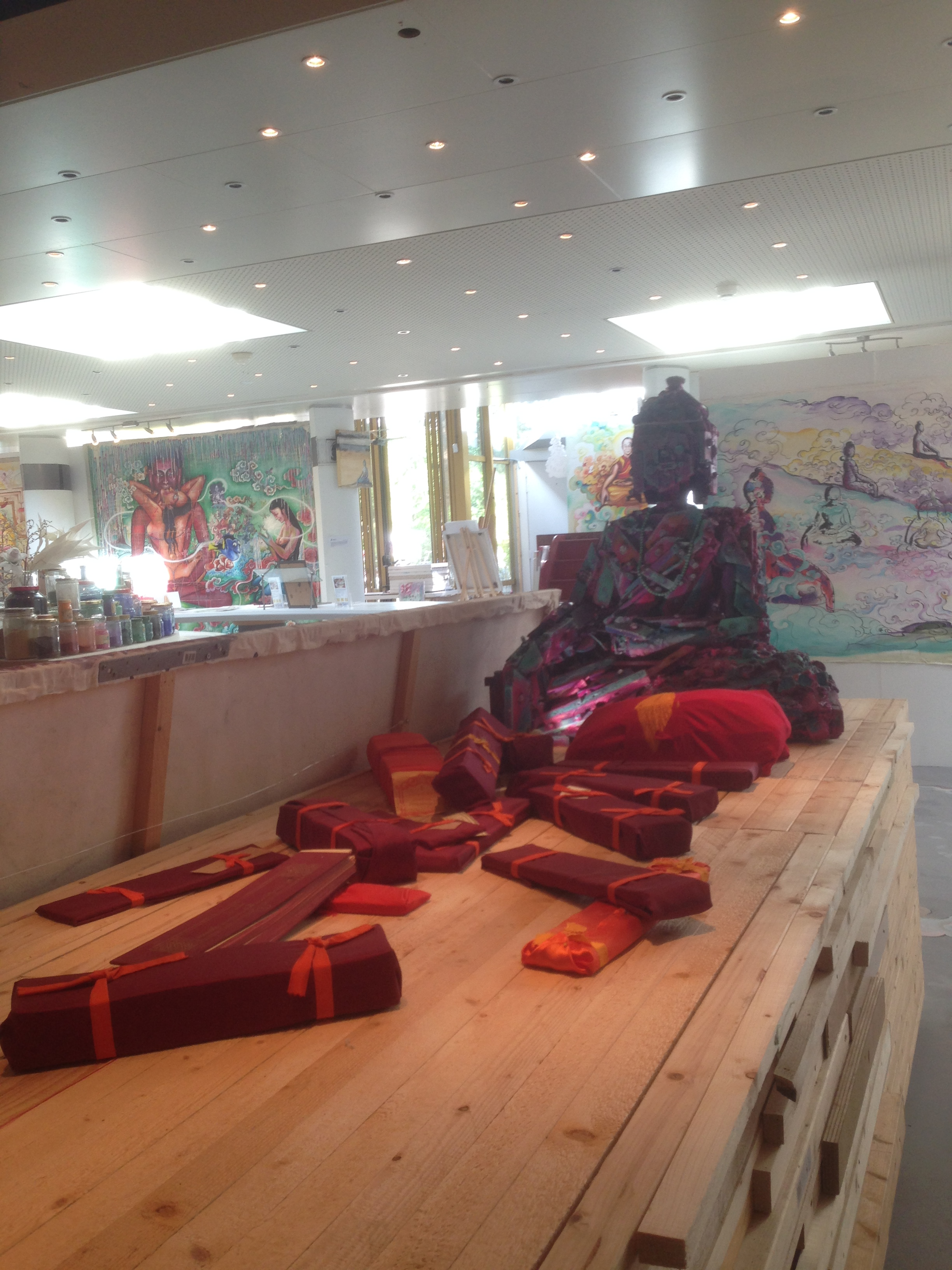